# Nelionidia pallescens
Nelionidia pallescens är en insektsart som beskrevs av Dietrich och Dmitry A. Dmitriev 2006. Nelionidia pallescens ingår i släktet Nelionidia och familjen dvärgstritar. Inga underarter finns listade i Catalogue of Life.